# Rozana
Rozana est une marque d'eau minérale appartenant à la société Neptune distribution (groupe Papillaud). Auparavant, la source Rozana était la propriété du Groupe Castel.

## Source
Les eaux de Rozana émergent dans le Massif central, près du village de Rouzat (commune de Beauregard-Vendon), à 7 km au nord de Riom dans le Puy-de-Dôme en Auvergne.
Géologiquement, elles affleurent dans l'Oligocène de Limagne. Les sources sont captées au niveau de la ligne de horst de bordure de Limagne et est situé dans les marnes, travertins et arkoses. Le socle granitique est peu profond, il s'agit de la marge de la fosse de Riom et des bassins bordiers.
Ce secteur est riche en émergences naturelles d'eaux minérales et on peut citer les sources de Saint-Myon, Artonne, Loubeyrat, Gimeaux, distantes de quelques km de Beauregard-Vendon. Ces émergences sont liées à la faille bordière de Limagne.

## Propriétés et composition analytique
- Rozana est une eau minérale naturellement gazeuse. L'eau est séparée de son dioxyde de carbone et est déferrisée. Puis le gaz est réintroduit dans les mêmes proportions qu'à l'émergence au moment de l'embouteillage.
- Rozana appartient au groupe des eaux très minéralisées.
- Elle possède un taux en magnésium de 160 mg par litre, le plus élevé des eaux minérales sur le marché.
- Elle possède un taux de concentration important en sodium de 493 mg par litre.

- pH : 6,3
- Résidu sec à 180 °C : 3 022 mg/l

| Éléments          | Proportion en mg/l |
| ----------------- | ------------------ |
| Calcium (Ca2+)    | 301                |
| Magnésium (Mg2+)  | 160                |
| Chlorures         | 649                |
| Sodium (Na+)      | 493                |
| Potassium (K+)    | 52                 |
| Sulfates (SO2- 4) | 230                |
| Bicarbonates      | 1 837              |
| Nitrates          | 1                  |